# Delta (альбом Дельты Гудрем)
| Оценки критиков | Оценки критиков |
| Источник        | Оценка          |
| --------------- | --------------- |
| Allmusic        | [ 3 ]           |
| Billboard       | (positive)      |
| Boston Herald   | (positive)      |
| CD Starts       | (7/10)          |
| Herald Sun      | [ 7 ]           |
| Mass Online     | [ 8 ]           |
| News.com.au     | (positive)      |
| NewsOK          | (favorable)     |
| Scripps News    | [ 11 ]          |
| The Korea Times | (positive)      |

Delta — третий студийный альбом австралийской певицы и автора песен Дельты Гудрем. Он был выпущен в Австралии 20 октября 2007 года на лейбле Sony BMG. Гудрем начала работу над альбомом в 2006 году и сотрудничала с несколькими авторами, включая Винса Пиццинга, Томми Ли Джеймса, Йоргена Элофссона, Ричарда Маркса, Стюарта Крихтона, а также основной вклад внес Брайан Макфадден (участник поп-группы Westlife). Альбом дебютировал на первом месте в Австралии, став третьим подряд альбомом, занявшим первое место в этом чарте. Альбом также был выпущен в Соединенных Штатах на Mercury Records, став первым альбомом Гудрем, выпущенным там.

## История
После выхода её второго альбома Mistaken Identity в 2004 году Дельта призналась, что альбом был написан в спешке и записывался в то время, когда она все ещё восстанавливалась после химиотерапии от лимфомы Ходжкина. Гудрем отметила, что чувствовала себя слишком обнажённой, и заявила: «Я перегорела. К концу Mistaken Identity я подумала: „Это ничто из того, что я есть. Я знаю, что могу делать все это гораздо лучше“». После периода гнева Дельта почувствовала, что исцелилась и приняла себя и своё присутствие на публике. Поэтому она начала работу над новым альбомом, заявив: «Некоторое время я писала песни для этого альбома, мне не хотелось говорить о вещах, поэтому я не хотела и писать о них. Мне нужно было пережить несколько вещей. Мои родители развелись, много чего происходило. Но теперь я действительно снова вдохновлена. Я чувствую себя обновлённой. Я чувствую, что ко мне вернулась энергия».
Изначально альбом назывался Condition of a Heart, но она заявила, что не хочет делать сложный альбом, сказав: «Я хочу, чтобы люди взяли этот альбом домой и обернули его вокруг своей собственной жизни, как они это сделали с Innocent Eyes». Она также заявила, что новый альбом будет светлее, чем её предыдущие работы. Газета Sydney Morning Herald сообщила, что альбом будет «более жизнерадостным, вдохновляющим тоном в её поп-музыке». В отличие от предыдущего альбома, который был более мрачным, потому что Гудрем писала о своей борьбе с раком, Дельта отразила изменения в своей личной жизни: её родители развелись, она позволила своей матери Лии уйти с поста своего менеджера, а также обсудила свои отношения с поп-певцом Брайаном Макфадденом, с которым Дельта написала большинство песен на альбоме.

## Отзывы
Delta получил в целом благоприятные отзывы от музыкальных критиков. Саманта Амджадали из The Herald Sun сравнила Delta с Селин Дион, написав, что «её голос достаточно мощный и гибкий, чтобы достичь чего-то близкого к фирменной пятиоктавной вокальной акробатике Дион». Амджадали также высоко оценил талант Гудрем как лирика и искусного музыканта, написав, что «он сияет в этом, самом совершенном и приятном её релизе», а затем назвал альбом «лёгким и счастливым, сладким и летним. Просто прекрасно». Мэтью Числинг из Allmusic дал альбому 3,5 звезды из 5, отметив, что Дельта «вернулась более зрелой и стильной, чем когда-либо». Чизлинг утверждал, что альбом «в основном представляет собой последовательную выборку новой, зрелой, сглаженной Гудрем, чьи новые вокальные изыскания с небольшими цифровыми улучшениями делают её желанной для ещё более широкой поп-аудитории». Чак Тейлор из Billboard назвал альбом «яркой демонстрацией универсальности и мелодического мастерства в 12 песнях», отметив также, что «время — это яблочко для восхитительно вкусной заявки Гудрем на участие в американском конкурсе». Кэндис Келлер из News.com.au написала, что у Delta «Midas Touch», отметив, что альбом «запечатлел Гудрем как утончённую женщину».

## Список композиций
| №                   | Название                       | Автор(ы)                                                        | Producer(s)                                  | Длительность |
| ------------------- | ------------------------------ | --------------------------------------------------------------- | -------------------------------------------- | ------------ |
| 1.                  | «Believe Again»                | Delta Goodrem, Stuart Crichton, Tommy Lee James, Brian McFadden | Stuart Crichton, Marius de Vries             | 5:48         |
| 2.                  | «In This Life»                 | Goodrem, Crichton, James, McFadden                              | John Shanks                                  | 3:47         |
| 3.                  | «Possessionless»               | Goodrem, Andrew Frampton, Steve Kipner, Wayne Wilkins, McFadden | Steve Kipner, Andrew Frampton, Wayne Wilkins | 4:22         |
| 4.                  | «God Laughs»                   | Goodrem, Frampton, Kipner, Wilkins                              | Kipner, Frampton, Wilkins                    | 4:09         |
| 5.                  | «You Will Only Break My Heart» | Goodrem, Crichton, James, McFadden                              | Crichton, Vries                              | 3:03         |
| 6.                  | «The Guardian»                 | Carl Björsell, Carl Falk, Sharon Vaughn                         | Crichton                                     | 3:48         |
| 7.                  | «Bare Hands»                   | Goodrem, Frampton, Kipner, Wilkins                              | Kipner, Frampton, Wilkins                    | 3:44         |
| 8.                  | «Woman»                        | Steve Mac, Wayne Hector                                         | Steve Mac                                    | 4:30         |
| 9.                  | «I Can't Break It to My Heart» | Goodrem, Savan Kotecha, Kristian Lundin                         | Shanks                                       | 4:00         |
| 10.                 | «Brave Face»                   | Goodrem, Frampton, Kipner, Wilkins                              | Kipner, Frampton, Wilkins                    | 3:45         |
| 11.                 | «One Day»                      | Goodrem, Crichton, James, McFadden                              | Crichton                                     | 3:38         |
| 12.                 | «Angels in the Room»           | Goodrem, Crichton, James, McFadden                              | Crichton                                     | 4:22         |
| Общая длительность: | Общая длительность:            | Общая длительность:                                             | Общая длительность:                          | 47:56        |

## Чарты
| Чарт (2007—2008)                | Высшая позиция |
| ------------------------------- | -------------- |
| Австралия (ARIA Albums Chart)   | 1              |
| Новая Зеландия                  | 12             |
| Япония (Overall)                | 39             |
| Япония (International)          | 8              |
| США (Billboard 200)             | 116            |
| США (Billboard Top Heatseekers) | 1              |

## Сертификации
| Страна        | Сертификация | Продажи  |
| ------------- | ------------ | -------- |
| Australia     | 3× pплатина  | 210,000+ |
| Japan         | —            | 30,000   |
| New Zealand   | Золото       | 7,500+   |
| United States | —            | 21,000   |